# Expedición 27

La Expedición 27 fue la 27ª estancia de larga duración en la Estación Espacial Internacional. La expedición tuvo numerosos eventos notables como el desacoplamiento de la Progress M-09M y las naves espaciales Kounotori 2, la llegada de la Soyuz TMA-21 y Progress M-10M. Además la estación tuvo la visita del STS-134 el Transbordador Endeavour.
La expedición terminó el 23 de mayo de 2011 con la salida de la nave espacial Soyuz TMA-20. 

## Tripulación
| Posición             | Primera parte (marzo de 2011)                      | Segunda parte (abril de 2011 a mayo de 2011)       |
| -------------------- | -------------------------------------------------- | -------------------------------------------------- |
| Comandante           | Dmitri Kondratyev, RSA Primer vuelo espacial       | Dmitri Kondratyev, RSA Primer vuelo espacial       |
| Ingeniero de vuelo 1 | Catherine Coleman, NASA Tercer vuelo espacial      | Catherine Coleman, NASA Tercer vuelo espacial      |
| Ingeniero de vuelo 2 | Paolo Nespoli, ESA (Italia) Segundo vuelo espacial | Paolo Nespoli, ESA (Italia) Segundo vuelo espacial |
| Ingeniero de vuelo 3 |                                                    | Andrei Borisenko, RSA Primer vuelo espacial        |
| Ingeniero de vuelo 4 |                                                    | Aleksandr Samokutyayev, RSA Primer vuelo espacial  |
| Ingeniero de vuelo 5 |                                                    | Ron Garan, NASA Segundo vuelo espacial             |

FuenteNASA

### 50.º aniversario del Primer vuelo espacial
El 12 de abril de 2011, la tripulación de la Expedición 27, grabó un mensaje especial en video, a bordo de la ISS para la celebración del 50 aniversario del primer vuelo espacial tripulado que se llevó a cabo por la Unión Soviética por el cosmonauta Yuri Gagarin en 1961. La tripulación registró su saludo en ruso, en Inglés e italiano.